# Шоссейное
Шоссе́йное (до 1946 года — Вартен-унд-Кальген, нем. Warthen und Kalgen) — посёлок в Гурьевском городском округе Калининградской области. Является административным центром Новомосковского сельского поселения. Население 1155 жителей.

## География
Посёлок расположен неподалёку от юго-западной границы Калининграда. Через него проходит трасса А—194 Калининград—Мамоново—польская граница.

## История
До 1945 года Кальген и Вартен входили в состав Восточной Пруссии, Германия. Большинство населения Кальгена было протестантской конфессии. С 1945 года входили в состав РСФСР, СССР. Ныне в составе России. В 40-е годы Кальген и Вартен были объединены в один посёлок, который был переименован в Шоссейное. С 17 июня 1947 года относился к Ладушкинскому району. В связи с укрупнением районов Калининградской области и ликвидацией Ладушкинского района 12 декабря 1962 года включен в состав Багратионовского района. 17 августа 1964 года был передан из Багратионовского района в Гурьевский район. 12 января 1965 года стал административным центром Ново-Московского сельсовета, преобразованного в 2008 году в Новомосковское сельское поселение. Здание местной кирхи было передано РПЦ.

## Население
| 2002 | 2010  | 2011  |
| ---- | ----- | ----- |
| 1199 | ↗1434 | ↘1155 |

## Достопримечательности
Рядом с посёлком находится фортификационное сооружение Кёнигсберга — Форт № 8 — Король Фридрих-Вильгельм IV.

## Археология
- В могильнике Шоссейное обнаружено погребение всадника конца V — первой половины VI века[5].